# Liste der Bodendenkmäler in Kalletal
Die Liste der Bodendenkmäler in Kalletal enthält die denkmalgeschützten unterirdischen baulichen Anlagen, Reste oberirdischer baulicher Anlagen, Zeugnisse tierischen und pflanzlichen Lebens und paläontologischen Reste auf dem Gebiet der Gemeinde Kalletal im Kreis Lippe in Nordrhein-Westfalen (Stand: Oktober 2020). Diese Bodendenkmäler sind in Teil B der Denkmalliste der Gemeinde Kalletal eingetragen; Grundlage für die Aufnahme ist das Denkmalschutzgesetz Nordrhein-Westfalen (DSchG NRW).
| Bild | Bezeichnung                                                      | Lage                                                                | Beschreibung | Bauzeit | Eingetragen seit | Denkmal- nummer |
| ---- | ---------------------------------------------------------------- | ------------------------------------------------------------------- | ------------ | ------- | ---------------- | --------------- |
|      | Sechs eisenzeitliche Grabhügel                                   | Gemarkung Kalldorf, Flur 2, Flurstück 123                           |              |         | 29.12.1994       | 1               |
|      | Zwei bronzezeitliche Grabhügel                                   | Gemarkung Asendorf, Flur 4, Flurstücke 108, 175                     |              |         | 10.04.1995       | 2               |
|      | Zwei bronzezeitliche Grabhügel                                   | Gemarkung Brosen, Flur 6                                            |              |         | 19.07.1996       | 3               |
|      | Zwei bronzezeitliche Grabhügel                                   | Gemarkung Brosen, Flur 4, Flurstück 27                              |              |         | 24.07.1996       | 4               |
|      | Zwei bronzezeitliche Grabhügel                                   | Gemarkung Bavenhausen, Flur 4, Flurstück 21                         |              |         | 07.07.1997       | 5               |
|      | Zwei bronzezeitliche Grabhügel                                   | Gemarkung Lüdenhausen, Flur 3, Flurstücke 75, 78                    |              |         | 07.07.1997       | 6               |
|      | Bronzezeitlicher Grabhügel                                       | Gemarkung Hohenhausen, Flur 7, Flurstück 57                         |              |         | 07.07.1997       | 7               |
|      | Bronzezeitlicher Grabhügel                                       | Gemarkung Erder, Flur 6, Flurstück 56                               |              |         | 14.07.1997       | 8               |
|      | Bronzezeitlicher Grabhügel                                       | Gemarkung Bavenhausen, Flur 1, Flurstück 225                        |              |         | 14.07.1997       | 9               |
|      | Bronzezeitlicher Grabhügel                                       | Gemarkung Lüdenhausen, Flur 3, Flurstück 63                         |              |         | 14.07.1997       | 10              |
|      | Bronze- bis eisenzeitliches Gräberfeld                           | Gemarkung Langenholzhausen, Flur 3                                  |              |         | 14.07.1997       | 11              |
|      | Bronzezeitlicher Grabhügel                                       | Gemarkungn Heidelbeck, Flur 7, Flurstück 43                         |              |         | 14.07.1997       | 12              |
|      | Drei bronzezeitliche Grabhügel                                   | Gemarkung Hohenhausen, Flur 2, Flurstück 68                         |              |         | 25.07.1997       | 13              |
|      | Vier bronzezeitliche Grabhügel                                   | Gemarkung Hohenhausen, Flur 2 und Flur 3                            |              |         | 25.07.1997       | 14              |
|      | Drei bronzezeitliche Grabhügel                                   | Gemarkung Hohenhausen, Flur 3, Flurstück 22                         |              |         | 25.07.1997       | 15              |
|      | Neuzeitliche Schanze                                             | Gemarkung Heidelbeck, Flur 5                                        |              |         | 25.07.1997       | 16              |
|      | Bronzezeitlicher Grabhügel                                       | Gemarkung Hohenhausen, Flur 3, Flurstück 56 und Flur 4, Flurstück 7 |              |         | 25.07.1997       | 17              |
|      | Eisenzeitliches Gräberfeld                                       | Gemarkung Kalldorf, Flur 4                                          |              |         | 25.07.1997       | 18              |
|      | Bronzezeitlicher Grabhügel                                       | Gemarkung Langenholzhausen, Flur 4                                  |              |         | 25.07.1997       | 19              |
|      | Zwei bronzezeitliche Grabhügel                                   | Gemarkung Langenholzhausen, Flur 1, Flurstück 3                     |              |         | 25.07.1997       | 20              |
|      | Bronzezeitlicher Grabhügel                                       | Gemarkung Hohenhausen, Flur 2, Flurstück 22                         |              |         | 25.07.1997       | 21              |
|      | Bronzezeitlicher Grabhügel                                       | Gemarkung Hohenhausen, Flur 2, Flurstück 67                         |              |         | 25.07.1997       | 22              |
|      | Zwei bronze- bis eisenzeitliche Grabhügel                        | Gemarkung Brosen, Flur 1                                            |              |         | 25.07.1997       | 23              |
|      | Bronzezeitlicher Grabhügel                                       | Gemarkung Henstorf, Flur 5                                          |              |         | 30.07.1997       | 24              |
|      | Bronzezeitlicher Grabhügel                                       | Gemarkung Bavenhausen, Flur 7, Flurstück 46                         |              |         | 30.07.1997       | 25              |
|      | Bronzezeitlicher Grabhügel                                       | Gemarkung Osterhagen, Flur 3, Flurstück 20                          |              |         | 30.07.1997       | 26              |
|      | Zwei bronzezeitliche Grabhügel                                   | Gemarkung Westorf, Flur 3, Flurstück 154                            |              |         | 26.08.1997       | 27              |
|      | Bronzezeitlicher Grabhügel                                       | Gemarkung Osterhagen, Flur 2                                        |              |         | 26.08.1997       | 28              |
|      | Drei bronzezeitliche Grabhügel                                   | Gemarkung Bavenhausen, Flur 5, Flurstücke 39, 199                   |              |         | 02.09.1997       | 29              |
|      | Bronzezeitlicher Grabhügel                                       | Gemarkung Lüdenhausen, Flur 5, Flurstück 7                          |              |         | 04.09.1997       | 30              |
|      | Drei bronzezeitliche Grabhügel                                   | Gemarkung Heidelbeck, Flur 5                                        |              |         | 29.07.1998       | 31              |
|      | Bronzezeitlicher Grabhügel                                       | Gemarkung Langenholzhausen, Flur 1                                  |              |         | 27.08.1998       | 32              |
|      | Mittelalterliches bis neuzeitliches Hohlwegbündel des Kirchweges | Gemarkung Langenholzhausen, Flur 1, Flurstücke 5, 6, 11             |              |         | 27.08.1998       | 33              |
|      | Mittelalterliches bis neuzeitliches Hohlwegbündel                | Gemarkung Langenholzhausen, Flur 4, Flurstück 4                     |              |         | 27.08.1998       | 34              |
|      | Wüste Hausstelle                                                 | Gemarkung Langenholzhausen, Flur 1                                  |              |         | 29.10.1998       | 35              |